# Puente de la Corta (Sevilla)
El puente de la Corta es un puente sobre el río Guadalquivir en Sevilla (Andalucía, España).

## Situación
A partir del norte, es el tercer puente que cruza el brazo oeste del Guadalquivir, (le anteceden el puente de la Algaba y el puente del ferrocarril Sevilla-Huelva). Constituye la principal unión entre la zona norte de la ciudad, y la comarca del Aljarafe, y forma parte de la ronda de circunvalación SE-30. Recoge el tráfico de procedente del noroeste de España, a través de la Ruta de la Plata (N-630) 
En dirección a Sevilla, esta se circula por el viaducto de la Cartuja que desemboca en el puente del Alamillo.

## Anécdota
El proyecto inicial del puente del Alamillo, contemplaba dos puentes iguales, uno en el emplazamiento que ocupa el citado puente, y en el emplazamiento del puente de la Corta un segundo puente igual, simétrico al del alamillo con respecto al eje transversal del viaducto de la cartuja, y que nunca pasó de la fase de maqueta.